# Batalha de San José
O Combate de San José (San José de Mayo, Banda Oriental, 25 de abril de 1811) foi um dos primeiros enfrentamentos armados ocorrido durante a guerra de independência do Vice-Reino do Rio da Prata. Permitiu às forças independentistas aproximarem-se de Montevidéu, principal bastião realista de toda a região.

## Antecedentes
A Revolução de Maio iniciou o processo de independência do Vice-Reino do Rio da Prata de sua metrópole, Espanha. A cidade de Montevidéu se negou a reconhecer a autoridade da Primeira Junta de governo estabelecida em Buenos Aires, atitude respaldada pelo Conselho de Regência da Espanha e Índias, que enviou Francisco Javier de Elío a essa cidade, com o cargo de vice-rei do Rio da Prata.
Já antes da chegada de Elío, as forças de Montevidéu haviam forçado os povos da Banda Oriental – que inicialmente haviam reconhecido a autoridade da Primeira Junta – a submeterem-se às autoridades da cidade. Esse processo foi muito reforçado pelos planos agressivos de Elío.
No mês de fevereiro de 1811 produziu-se a defecção das forças realistas por parte do capitão José Artigas, que se converteria no chefe militar da Revolução Oriental. Em 28 de fevereiro produziu-se o Grito de Asencio, pronunciamento militar iniciado pelo fazendeiro Venancio Benavides, que iniciou a sublevação massiva da campanha oriental contra as autoridades de Montevidéu.
A insurreição estendeu-se rapidamente pelos povos da Banda Oriental, e foi energicamente apoiada pelo governo portenho: a ajuda consistiu em enviar Artigas e o capitão José Rondeau em apoio dos revolucionários, e posteriormente às forças com as quais o general Manuel Belgrano havia realizado a fracassada Expedição Libertadora ao Paraguai.
Belgrano organizou suas forças e avançou em direção a Montevidéu, levando Benavides como chefe de uma de suas divisões, a que – por ser exclusivamente de cavalaria local – era a mais móvel. Este conseguiu duas pequenas vitórias em Soriano e El Colla e posteriormente se dirigiu rumo a Colônia do Sacramento. No caminho recebeu ordem de Belgrano para desviar-se rumo a San José.

## A batalha
Na tarde de 24 de abril, o chefe de outra divisão do exército de Belgrano, capitão Manuel Artigas apresentou-se ante a vila de San José e intimou rendição ao chefe inimigo, tenente-coronel Joaquín Gayón y Bustamante, quem respondeu:
Citação: "... não renderei as armas que tenho a honra de comandar, até que a sorte me obrigue a fazê-lo."
Artigas atacou as casas das redondezas do povoado, nas quais os soldados inimigos haviam se entrincheirado, e os obrigou a retirar-se rumo à praça central. Não obstante, dado que estava caindo a noite, esperou ao outro dia para atacar.
Na madrugada de 25 de abril, as forças de Artigas, já reforçadas pelos homens de Benavides, iniciaram um intercâmbio de disparos sem maiores consequências. Perto já do meio-dia, os atacantes lançaram-se a um ataque massivo à baioneta. Artigas foi ferido e o comando passou a Benavides, que em um ataque que – segundo o chefe vencedor – durou oito minutos, conseguiu derrotar as forças defensoras e tomar prisioneiros quase todos, causando-lhes além disso 3 mortos e apoderando-se da artilharia.
O capitão Artigas morreria como consequência dos ferimentos recebidos neste combate no final do mês de maio.

## Consequências
A captura da Vila de San José isolou completamente Montevidéu do porto fortificado de Colônia, que foi abandonado semanas mais tarde. O vice-rei Elío tentaria rechaçar a convergência das tropas independentistas sobre Montevidéu enviando um poderoso exército, aproveitando que Belgrano havia sido separado do comando. Mas as tropas realistas foram completamente derrotadas na batalha de Las Piedras por José Artigas, primo de Manuel Artigas.
Após essa nova vitória, a cidade de Montevidéu foi submetida a um estrito sítio. Mas este foi neutralizado no final desse ano, ao produzir-se a invasão portuguesa da Banda Oriental desde o Brasil.

## Homenagens
Uma rua da cidade de Buenos Aires, nos bairros de Monserrat e Constituição, homenageia os vencedores neste pequeno combate.
Apesar de sua escassa importância pelo número de combatentes, o combate de San José é recordado em primeiro lugar entre os triunfos da guerra de independência da Argentina mencionados na sétima estrofe do Hino Nacional Argentino.
Em virtude de ter sido o primeiro oficial morto em combate pela independência, Manuel Artigas foi honrado com a ordem de colocar seu nome em uma das faces da Pirâmide de Maio, junto com a de Felipe Pereyra Lucena morto dois meses mais tarde na batalha de Huaqui. Uma placa de bronze, colocada nesse lugar no ano de 1891, cumpriu a resolução ordenada 80 anos antes.